# Łódzki Okręg Przemysłowy

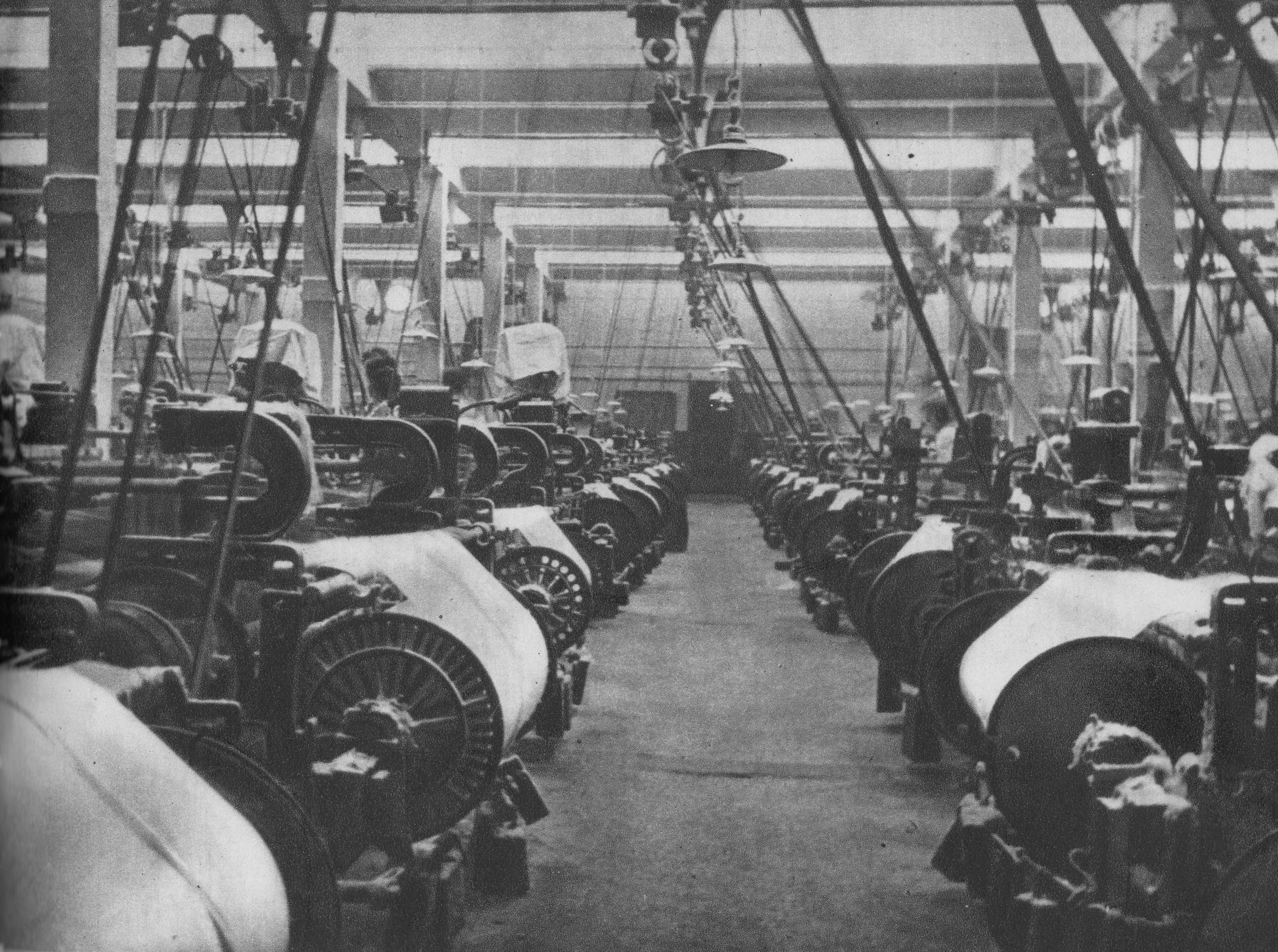
Jedna z łódzkich fabryk włókienniczych, początek lat 50. XX wieku

Łódzki Okręg Przemysłowy (ŁOP) – okręg przemysłowy na terenie województwa łódzkiego. W przeszłości największe skupisko przemysłu włókienniczego w Polsce i jedno z największych na świecie.

## Zasięg terytorialny
Łódzki Okręg Przemysłowy oprócz Łodzi obejmuje również pobliskie ośrodki miejskie, takie jak: Pabianice, Zgierz, Aleksandrów Łódzki, Konstantynów Łódzki, Ozorków, a także bardziej odległe, powiatowe Tomaszów Mazowiecki, Zduńską Wolę i Sieradz. Początkowo był on częścią kalisko-mazowieckiego okręgu przemysłowego.

## Struktura gałęziowa przemysłu
Podstawą przemysłu w Łódzkim Okręgu Przemysłowym były zakłady przemysłu:
- włókienniczego;
- elektromaszynowego;
- chemicznego;
- skórzano-obuwniczego.

## Historia

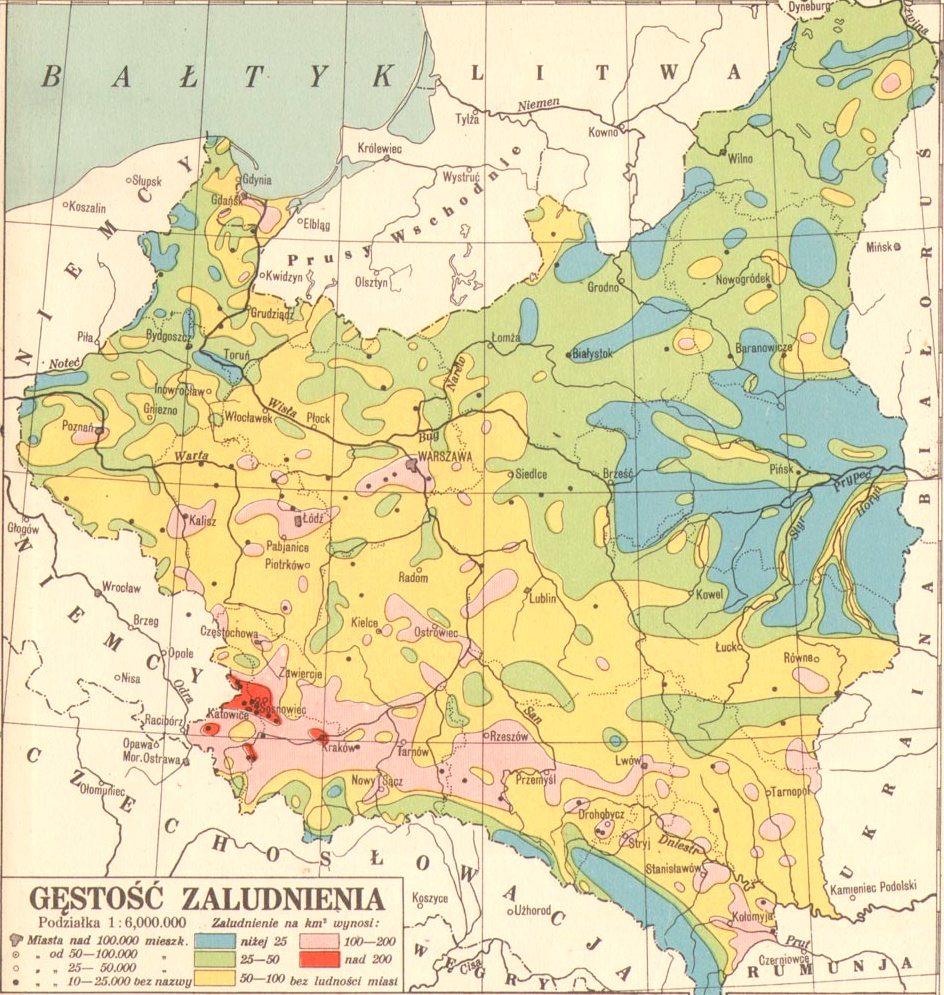
Polska, gęstość zaludnienia, 1930

Początki Łódzkiego Okręgu Przemysłowego datuje się na lata 20. XIX wieku. W 1820, wskutek wydanych dekretów rządowych przez Sejm Królestwa Polskiego, Łódź została zaliczona w poczet miast fabrycznych kalisko-mazowieckiego okręgu przemysłowego. Dogodne warunki naturalne i prawne zapoczątkowały gwałtowny rozwój przemysłowej Łodzi, który trwał aż do lat 90. XX w. Od 1990 w Łódzkim Okręgu Przemysłowym trwa kryzys gospodarczy, spowodowany gwałtownym spadkiem produkcji w dominującym w regionie przemyśle lekkim, którego przyczynami są z kolei: załamanie rynku wschodniego, wzrost konkurencyjnego importu oraz powolny proces adaptacji przedsiębiorstw państwowych do warunków rynkowych.

## ŁOP dzisiaj
W toku rozbudowy Łódzki Okręg Przemysłowy ulegał dużym przekształceniom, lecz największe zmiany nastąpiły po 1990 r. w okresie gruntownej restrukturyzacji przemysłu regionu. W tym czasie wzrosło znaczenie przemysłu maszynowego. Na terenie ŁOP-u swoje zakłady ulokowały wielkie koncerny produkujące sprzęt AGD, Philips, Bosch, Siemens AG, General Electric i Indesit. Dodatkowo, wokół Łodzi rozwijał się przemysł poligraficzny i spożywczy, dla którego głównym rynkiem zbytu jest samo miasto.
Okręg ten, w związku z powstaniem węzła autostrad A1 i A2 i centralnym położeniem w Polsce stał się też miejscem lokowania wielu firm spedycyjnych i centrów dystrybucji. M.in. swoje centra dystrybucji ulokowały tu Shell, Coca-Cola i Gillette.
Stosunkowo wysokie, choć od połowy 2005 r. dość szybko spadające bezrobocie i stosunkowo duża liczba wykształconych osób przyciągnęła do Okręgu firmy oferujące usługi niematerialne takie jak telemarketing, księgowość, bankowość elektroniczna i usługi informatyczne. Do największych tego rodzaju przedsięwzięć zalicza się centrum księgowe Philipsa i Citibank, centrum informatyczne Accenture, główna siedziba spółki Ericpol Telecom, centrala mBanku i multiBanku.
W Łodzi i w regionie działa też Łódzka Specjalna Strefa Ekonomiczna.